# Võ hiệp

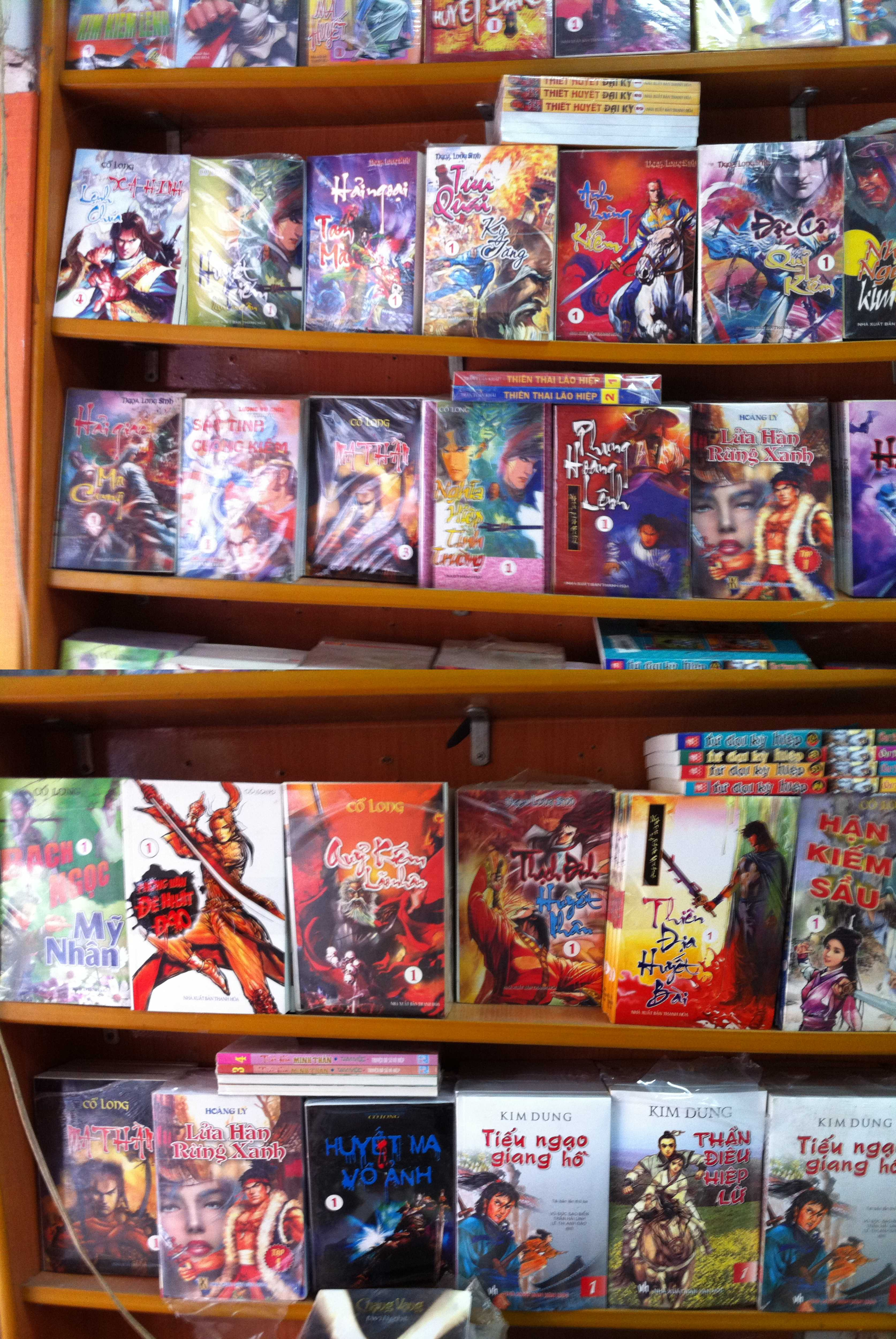
Gian hàng bán tiểu thuyết võ hiệp tại Việt Nam

Võ hiệp (giản thể: 武侠; phồn thể: 武俠; bính âm: wǔ xiá) hoặc kiếm hiệp (劍俠) là một thể loại trong văn hóa đại chúng Hoa ngữ nói về những cuộc phiêu du của những hiệp khách (cao thủ, kiếm khách) trên giang hồ. Mặc dù võ hiệp ban đầu là một thể loại văn học, sự ảnh hưởng của nó đã lan ra các hình thức nghệ thuật khác như tuồng cổ Trung Quốc, truyện tranh, phim điện ảnh, phim truyền hình và trò chơi điện tử. Nó là một thành phần cấu thành văn hóa đại chúng của các cộng đồng Hoa ngữ trên thế giới.
"Võ hiệp" là một từ được ghép từ "võ" và "hiệp" (người hùng). Những võ sĩ hành hiệp thường được gọi là hiệp khách (俠客) hoặc du hiệp (遊俠). Trong một vài tác phẩm họ cũng được gọi là kiếm khách (劍客) dù không nhất thiết phải mang kiếm.
Thông thường hiệp khách không phục vụ một chủ nhân, nắm giữ binh quyền hay thuộc về tầng lớp quý tộc. Họ thường xuất thân từ những tầng lớp thấp trong xã hội phong kiến Trung Quốc. Hiệp khách thường tuân theo quy tắc làm điều đúng, đấu tranh cho lẽ phải, xóa bỏ đàn áp, sửa chữa cái sai và khắc phục những lỗi lầm trong quá khứ. Truyền thống này được gọi là tinh thần hiệp khách (giản thể: 侠客精神; phồn thể: 俠客精神; bính âm: xiá kè jīng shén; Hán-Việt: hiệp khách tinh thần) và nó tương tự với võ sĩ đạo của các samurai Nhật Bản, phong thái hào hiệp của các hiệp sĩ châu Âu thời Trung Cổ và các tay súng miền Viễn Tây Hoa Kỳ.

## Lịch sử

### Thời sơ khai
Mặc dù cụm từ võ hiệp, với ý nghĩa là một thể loại văn học, mới xuất hiện gần đây nhưng những câu chuyện về nó đã có cách đây hơn 2000 năm. Võ hiệp có nguồn gốc từ những câu chuyện du hiệp từ những năm 300-200 TCN. Nhà triết học pháp gia Hàn Phi đã kể những câu chuyện du hiệp trong tác phẩm Hàn Phi Tử trong chương nói về 5 tầng lớp xã hội trong thời Xuân Thu. Những câu chuyện nổi tiếng gồm Chuyên Chư ám sát Ngô vương Liêu và đặc biệt là Kinh Kha ám sát Tần Thủy Hoàng. Trong quyển 86 trong Sử ký, Tư Mã Thiên đã liệt ra 5 sát thủ nổi tiếng (Tào Mạt, Chuyên Chư, Dự Nhượng, Nhiếp Chính và Kinh Kha) trong thời Chiến Quốc, những người có nhiệm vụ ám sát những nhà chính trị hoặc những yếu nhân.
Những sát thủ này được gọi là thích khách (chữ Hán: 刺客). Họ thường cống hiến lòng trung thành và phục vụ cho những vị chúa hay quý tộc phong kiến, đổi lại họ được ban cho tiền bạc hay phụ nữ. Trong quyển 124 của Sử ký, Tư Mã Thiên đã khắc họa những nét sơ khai về thế giới võ hiệp trong thời đại của ông. Những nét này cũng được ghi lại trong những sử liệu như Hán thư hay Hậu Hán thư.
Những truyện hiệp khách chuyển mình trong thời Đường dưới dạng truyền kỳ. Những truyện trong thời kỳ này như Côn Luân Nô đóng vai trò là hình mẫu cho những tiểu thuyết võ hiệp hiện đại. Chúng mô tả những nhân vật chính kỳ lạ và cô độc, làm những việc anh hùng, dũng cảm.
Vào thời Minh, La Quán Trung và Thi Nại Am viết Tam Quốc diễn nghĩa và Thủy hử, 2 trong số Tứ đại kỳ thư của văn học Trung Quốc. Tác phẩm đầu là truyện kể lịch sử được tiểu thuyết hóa nói về những sự kiện trong giai đoạn Hậu Hán và Tam Quốc. Còn Thủy hử thường được xem như tiểu thuyết võ hiệp đầu tiên: chân dung của 108 anh hùng cùng quan niệm về chính nghĩa và hành động sẵn sàng nổi loạn hơn là phục vụ cho một chính quyền thối nát, ảnh hưởng lớn đến sự phát triển của văn hóa giang hồ trong những thế kỷ sau. Tam Quốc diễn nghĩa cũng được xem là một tiền đề, chứa đựng những mô tả về cận chiến điển hình mà về sau được các tác giả võ hiệp sử dụng.
Vào thời Thanh, một bước tiến nữa là truyện xử án (hay tiểu thuyết công án) và những tiểu thuyết trinh thám trong đó những hiệp khách phối hợp với quan lại để phá án và đấu tranh chống bất công. Những truyện về Bao Thanh Thiên từ Tam Hiệp Ngũ Nghĩa (về sau được mở rộng và đặt lại thành Thất Hiệp Ngũ Nghĩa) và Tiểu Ngũ Nghĩa đã hình thành nên hình tượng về công lý cho những tiểu thuyết võ hiệp sau này. Những truyện hiệp nghĩa với hình tượng nữ hiệp cũng xuất hiện vào thời Thanh. Những tiểu thuyết như Thi Công kỳ án cũng được xem là những tiểu thuyết võ hiệp sơ khai.
Cụm từ võ hiệp dưới ý nghĩa một thể loại văn học xuất hiện vào cuối thời Thanh, một sự phỏng theo bukyo của Nhật Bản, một thể loại tiểu thuyết phiêu lưu ảnh hưởng bởi võ sĩ đạo. Cụm từ này được mang tới Trung Quốc bởi những nhà văn mong muốn Trung Quốc sẽ hiện đại hóa quân sự và chú trọng hơn vào võ đạo, và nhanh chóng gây chú ý khi nó liên quan tới hiệp nghĩa và những tiền đề khác của tiểu thuyết võ hiệp, trong khi dần phai nhạt ở chính Nhật Bản.
Nhiều tác phẩm võ hiệp ở thời Minh và Thanh đã thất lạc do sự cấm đoán của chính quyền. Những tác phẩm võ hiệp được cho là hình thành tư tưởng chống chính quyền dẫn tới những cuộc nổi dậy suốt những thời kỳ này. Sự tách rời khỏi văn học chính thống cũng có nghĩa là việc sáng tác bị hạn chế, dẫn tới sự đình trệ trong việc phát triển thể loại này. Nhưng dù sao đi nữa tiểu thuyết võ hiệp vẫn rất phổ biến trong tầng lớp bình dân.

### Thế kỷ 20
Tiểu thuyết võ hiệp hiện đại trở nên nổi bật vào đầu thế kỷ 20 sau phong trào Ngũ Tứ vào năm 1919. Một thể loại văn học mới phát triển, được sáng tác để chống lại những giá trị Khổng giáo, và hiệp khách trở thành biểu tượng của tự do cá nhân, trái với tư tưởng Khổng giáo.
Đầu thế kỷ 20 và giai đoạn 1960-1980 thường được xem là thời đại vàng son của tiểu thuyết võ hiệp. Hướng Khải Nhiên (bút danh Bình Giang Bất Tiếu Sinh) được xem là tác giả võ hiệp đáng chú ý đầu tiên với tác phẩm Giang hồ kỳ hiệp truyện, được xuất bản lần lượt từ 1921 tới 1928 và được chuyển thể thành bộ phim võ hiệp đầu tiên. Bắt đầu từ những năm 1930, những tác phẩm võ hiệp đã nảy nở và trung tâm của thể loại này dịch chuyển về Bắc Kinh và Thiên Tân ở bắc Trung Quốc. 5 tác giả có sức sáng tác dồi dào nhất gọi là Bắc phái ngũ đại gia: Hoàn Châu Lâu chủ (viết Thục Sơn kiếm hiệp truyện), Bach Vũ (viết Thập nhị kim tiền tiêu), Vương Độ Lư (viết Hạc thiết ngũ bộ khúc), Trịnh Chứng Nhân (viết Ưng trảo vương), Châu Trinh Mộc (viết Thất sát bài).
Tiểu thuyết võ hiệp bị cấm tại nhiều thời điểm khác nhau từ năm 1912 và những cấm đoán này đã kìm hãm sự phát triển của thể loại. Dù vậy, việc sáng tác võ hiệp vẫn diễn ra ở những khu vực nói tiếng Hoa khác như Đài Loan hay Hồng Kông. Những tác giả như Lương Vũ Sinh hay Kim Dung đi đầu trong việc hình thành "tân phái" của thể loại, khác xa so với các tác phẩm lúc trước. Họ viết tiểu thuyết nhiều kỳ trên các báo và tạp chí. Họ cũng kết hợp nhiều bối cảnh tiểu thuyết như bí ẩn và lãng mạn từ các nền văn hóa khác. Ở Đài Loan, Ngọa Long Sinh, Gia Các Thanh Vân, Tư Mã Linh và Cổ Long trở thành những tác giả nổi tiếng nhất. Sau họ, những tác giả khác như Ôn Thụy An và Huỳnh Dị cũng rất nổi bật trong giai đoạn sau. Trần Vũ Tuệ (bút danh Trịnh Phong) là nữ tác giả đáng chú ý với tác phẩm đầu tay Thiên quan song hiệp.
Cũng có những tác phẩm được sáng tác sau những năm 1980 với ý định mở ra thời kỳ hậu võ hiệp.

## Bối cảnh, nội dung và bố cục
Những tiểu thuyết võ hiệp hiện đại phần lớn lấy bối cảnh Trung Quốc cổ hay cận đại. Bối cảnh lịch sử có thể trong phạm vi từ rất cụ thể và quan trong với truyện, cho tới được giới thiệu sơ lược, sai lệch hoặc chỉ làm nền cho hành động. Những yếu tố kỳ bí trong phạm vi từ những võ công cao cường đến ma quỷ và quái vật, là những yếu tố phổ biến trong tiểu thuyết võ hiệp, nhưng không phải là quan trọng nhất. Võ công mới là yếu tố tiên quyết khi những nhân vật phải biết vài loại võ công. Chuyện tình cảm cũng được khắc họa mạnh mẽ trong vài tiểu thuyết võ hiệp.
Một truyện võ hiệp điển hình khắc họa một nam chính trải qua một bi kịch như gia đình bị sát hại, lên đường trải qua nhiều thử thách và gian khổ để học nhiều loại võ công từ nhiều cao thủ. Vào cuối truyện, nhân vật chính trở thành cao thủ với võ công ít ai sánh bằng. Anh ta sử dụng võ công để hành hiệp và làm trong sạch giang hồ. Ví dụ như những chương mở đầu của nhiều tác phẩm của Kim Dung đi theo mô típ này: một bi kịch xảy ra, thường làm chết rất nhiều nhân vật vừa giới thiệu và tạo ra những sự kiện ảnh hưởng rất lớn đến cốt truyện.
Có những truyện sử dụng cấu trúc khác. Ví dụ như nhân vật chính bị từ chối cho gia nhập một môn phái. Anh ta trải qua gian khổ và bí mật tập luyện, chờ tới khi có cơ hội để chứng tỏ bản thân và gây ngạc nhiên cho những người đã từng coi thường mình. Vài truyện mô tả một anh hùng đã thành danh đối đầu với một nhân vật phản diện là một địch thủ ngang ngửa mình. Nội dung sẽ dần dẫn dắt tới một trận tử chiến giữa 2 nhân vật. Loại truyện này rất phổ biến trong thời kỳ có những phong trào phản Thanh.
Những truyện khác có bối cảnh độc đáo như trong những tác phẩm của Cổ Long và Huỳnh Dị. Những tác phẩm của Cổ Long thường pha trộn những yếu tố bí ẩn và thường được viết như truyện trinh thám. Nhân vật chính thường là một cao thủ tài ba và phá án tài tình có nhiệm vụ giải mã những vụ án bí ẩn. Những tác phẩm của Huỳnh Dị thường pha trộn những yếu tố khoa học viễn tưởng.
Mặc dù có những yếu tố pha trộn này, võ hiệp là một loại tiểu thuyết mang tính lịch sử. Tuy nhiên nhiều tác giả đã thẳng thắn thừa nhận họ không thể mang hết lịch sử vào trong tiểu thuyết mà thay vào đó, họ chọn cốt truyện liên quan đến những sự việc trong quá trình phát triển của nhân vật chính từ lúc còn nhỏ cho tới trưởng thành.

### Quy tắc hành hiệp
8 tính cách phổ biến của hiệp khách là vị tha, công bằng, tự lập, trung thành, dũng cảm, đáng tin, không màng tiền bạc và danh lợi. Ngoại trừ tự lập, những tính cách này tương tự với những giá trị Khổng giáo như nhân, dũng và nghĩa. Quy tắc hành hiệp cũng nhấn mạnh tầm quan trọng của việc đền ơn ân nhân cũng như trả thù những kẻ xấu. Tuy nhiên việc trả thù cũng gây tranh cãi khi nhiều tác phẩm võ hiệp chịu ảnh hưởng của tư tưởng Phật giáo, trong đó có lòng vị tha, thương người cũng như không sát sinh. 
Trong giang hồ, hiệp khách cũng phải trung thành với sư phụ. Nếu có mâu thuẫn giữa các hiệp khách, họ phải giải quyết bằng những trận đấu tay đôi.

### Võ công
Võ thuật trong tiểu thuyết võ hiệp dựa theo những môn võ ngoài đời thực của Trung Quốc. Tuy nhiên trong tiểu thuyết những môn võ này được phóng đại lên mức siêu phàm.
Sau đây là những võ công của một hiệp khách điển hình:
- Võ thuật: những kỹ thuật chiến đấu được kết hợp lại thành chiêu thức, dựa trên những môn võ Trung Quốc ngoài đời thực.
- Vũ khí: Nhiều loại vũ khí được sử dụng trong chiến đấu. Những loại phổ biến nhất là đao, kiếm, côn và thương. Những vật dụng thường ngày như bàn tính, quạt, bút, tẩu, châm hoặc nhiều nhạc cụ khác nhau cũng được sử dụng làm vũ khí.
- Khinh công: một loại võ Trung Quốc ngoài đời thực. Tuy nhiên trong tiểu thuyết và phim ảnh võ hiệp, nó được phóng đại tới mức những nhân vật có thể điều khiển được trọng lực để bay hay di chuyển một khoảng dài chỉ bằng một bước chân, lướt trên mặt nước hay leo lên tường cao, phóng lên ngọn cây.
- Nội lực/ nội công: khả năng tạo ra và nuôi dưỡng năng lượng bên trong gọi là khí, và sử dụng nó để tấn công hay phòng thủ. Những nhân vật sử dụng nguồn năng lượng này để đạt được sức mạnh, tốc độ, sức chịu đựng, sức bền và khả năng hồi phục siêu phàm.
- Điểm huyệt: các nhân vật sử dụng những kỹ thuật điểm huyệt khác nhau để giết, gây tê liệt, làm bất động hoặc điều khiển đối phương bằng cách tác động lên huyệt đạo của đối phương bằng tay hoặc vũ khí. Những kỹ thuật này có thể dùng để chữa thương như cầm máu. Những võ sư ngoài đời thực sử dụng những kỹ thuật này để làm tê liệt đối phương, tuy nhiên tác động của chúng đã được phóng đại trong tiểu thuyết.

Trong tiểu thuyết võ hiệp, những nhân vật đạt được những kỹ năng trên qua những năm tháng học và tập luyện chăm chỉ, nhưng cũng có thể có được nhờ được sư phụ truyền nội công cho. Những hướng dẫn để có được những kỹ năng này được ghi chép trong những tài liệu gọi là bí kíp. Trong vài truyện, những võ công đặc biệt có thể được học bằng cách trải qua nhiều năm sống ẩn dật với sư phụ hoặc luyện tập với một nhóm võ sĩ khác.

### Giang hồ
Giang hồ chỉ một cộng đồng của những võ sĩ. "Võ lâm" là một từ phổ biến khác để chỉ cộng đồng này. Giang hồ được tạo thành từ nhiều võ sĩ thường phân chia theo môn phái, tộc hay bang. Nó cũng chứa đựng những du hiệp, quý tộc, cường đạo, hành khất, tu sĩ, y sĩ, thương nhân và nghệ nhân.
Một khía cạnh phổ biến của giang hồ là không có luật pháp, toàn bộ mâu thuẫn và tranh cãi chỉ có thể được giải quyết bằng vũ lực theo quy tắc hành hiệp và tinh thần thượng võ. Luật lệ giang hồ được duy trì bởi những môn phái và anh hùng chính nghĩa. Đôi khi những môn phái này liên minh với nhau để chống lại những tà giáo trong giang hồ.
Một người lãnh đạo, gọi là võ lâm minh chủ, được bầu ra từ các môn phái để lãnh đạo và đảm bảo luật lệ giang hồ. Người lãnh đạo thường có võ công cao cường và nổi tiếng chính nghĩa, thường vướng vào nhiều âm mưu và/hoặc bị giết. Trong nhiều trường hợp, người lãnh đạo có thể không cần là cao thủ mạnh nhất trong khi trong nhiều tác phẩm khác, địa vị lãnh đạo là cha truyền con nối. Người lãnh đạo cũng là người phân xử có nhiệm vụ chủ trì và phân xử những bất công và tranh chấp. Họ là chủ tọa giải quyết những vụ việc trong giang hồ.
Từ "giang hồ" cũng được sử dụng theo những nghĩa khác với trong tiểu thuyết. Nó còn có nghĩa ám chỉ những xã hội vô chính phủ. Ví dụ như Hội Tam Hoàng và những hội kín khác của Trung Quốc sử dụng từ này để mô tả thế giới tội phạm có tổ chức của họ. Đôi khi nó được thay bằng từ "thế giới ngầm". Trong thuật ngữ hiện đại, "rời khỏi giang hồ" là tiếng lóng của "về hưu".
Trong tiểu thuyết võ hiệp, nếu một võ sĩ muốn rời khỏi giang hồ, anh ta sẽ thực hiện một nghi lễ gọi là "rửa tay gác kiếm". Anh ta sẽ rửa tay trong một chậu nước bằng vàng, ám chỉ là sẽ không can dự vào những chuyện trên giang hồ nữa. Khi một võ sĩ ẩn dật quyết định nhúng tay vào chuyện trên giang hồ, sự trở lại của anh ta gọi là "tái xuất giang hồ".

## Võ hiệp ngũ đại gia
| Tên                                          | Bút danh             | Thời gian sáng tác | Tác phẩm tiêu biểu | Tóm lược |
| -------------------------------------------- | -------------------- | ------------------ | --- | --- |
| Louis Cha Leung-yung / Tra Lương Dung 查良鏞 | Kim Dung 金庸        | 1955–1973          | Thư kiếm ân cừu lục, Xạ điêu tam bộ khúc, Thiên long bát bộ, Tiếu ngạo giang hồ, Lộc đỉnh ký                                                  | Được xem là tác giả nổi tiếng và thành công nhất tới thời điểm hiện tại. Nhiều tác phẩm của ông đã được chuyển thể nhiều lần thành phim truyền hình và phim điện ảnh.                                                              |
| Trần Văn Thống 陳文統                        | Lương Vũ Sinh 梁羽生 | 1955–1984          | Thất kiếm hạ thiên sơn, Đại Đường Du hiệp truyện, Bạch phát ma nữ truyện, Tái ngoại kỳ hiệp truyện, Vân hải ngọc cung duyên, Hiệp cốt đan tâm | Người tiên phong của thể loại võ hiệp tân phái. Nhiều tác phẩm của ông đã được chuyển thể nhiều lần thành phim truyền hình và phim điện ảnh.                                                                                       |
| Hùng Diệu Hoa 熊耀華                         | Cổ Long 古龍         | 1960–1984          | Sở Lưu Hương hệ liệt, Tuyệt đại song kiêu, Tiêu Thập Nhất Lang, Tiểu Lý phi đao hệ liệt, Lục Tiểu Phụng hệ liệt                               | Người pha trộn nhiều yếu tố kỳ bí vào trong tác phẩm. Ông viết từng đoạn ngắn và chịu ảnh hưởng của văn phong phương Tây và Nhật Bản. Nhiều tác phẩm của ông đã được chuyển thể nhiều lần thành phim truyền hình và phim điện ảnh. |
| Ôn Lương Ngọc 溫涼玉                         | Ôn Thụy An 溫瑞安    | 1973–2009          | Tứ đại danh bộ, Bố y thần tướng | Những tác phẩm đã được chuyển thành phim truyền hình (Tứ đại danh bộ, Bố y thần tướng) và phim điện ảnh (Tứ đại danh bộ). |
| Hoàng Tổ Cường 黃祖強                        | Hoàng Dị 黃易        | 1987–2017          | Tầm Tần ký, Phúc vũ phiên vân, Đại Đường song long truyện                                                                                     | Kết hợp võ hiệp với khoa học viễn tưởng. Những tác phẩm đã được chuyển thành phim truyền hình (Tầm Tần ký, Đại Đường song long).                                                                                                   |

## Truyện tranh
Những tiểu thuyết võ hiệp, truyện kiếm hiệp mới dần ít đi trong khoảng 25 năm trở lại đây, một phần do nhu cầu đọc không cao do xuất hiện các loại hình giải trí mới như phim ảnh, trò chơi điện tử... Thể loại này dần chuyển hướng sang Manhua (truyện tranh Hoa ngữ) ở Đài Loan hay Hồng Kông.
Những họa sĩ truyện tranh võ hiệp nổi tiếng:
| Tên             | Thời gian sáng tác | Tác phẩm tiêu biểu                                 | Thông tin khác                                                                                        |
| --------------- | ------------------ | -------------------------------------------------- | --- |
| Mã Vinh Thành   | những năm 1980–nay | Phong Vân, Trung Hoa anh hùng, Hắc báo liệt truyện | Những tác phẩm đã được chuyển thành phim truyền hình và phim điện ảnh: Phong Vân, Trung Hoa anh hùng. |
| Hoàng Ngọc Lang | những năm 1980–nay | Thần binh truyền kỳ, Thiên tử truyền kỳ            | Chuyển thành phim điện ảnh: Long hổ môn.                                                              |
| Khưu Phúc Long  | những năm 1990–nay | Đại thánh vương                                    | |

## Phim ảnh
Những bộ phim võ hiệp đầu tiên có từ những năm 1920. Cốt truyện trong những bộ phim đầu tiên này được chuyển thể từ những tiểu thuyết thời đó.
Trong thời gian gần đây, Lý Liên Kiệt là ngôi sao của những phim võ hiệp, từng đóng trong Tiếu ngạo giang hồ: Đông Phương Bất Bại và Anh hùng, ngoài ra còn có Lương Triều Vỹ, Dương Tử Quỳnh và Lâm Thanh Hà. Viên Hòa Bình là một chỉ đạo nghệ thuật nổi tiếng nhờ xây dựng những kỹ xảo hành động trong dòng phim này. Đạo diễn Trung Quốc đại lục Trương Nghệ Mưu cũng bắt tay vào làm phim võ hiệp. Anh hùng là một phim nổi bật nhờ cách sử dụng sáng tạo những màu sắc rực rỡ và bố trí bối cảnh đẹp mắt.
Phim võ hiệp được giới thiệu tới Hollywood vào năm 2000 với Ngọa hổ tàng long của Lý An. Theo chân Lý An, Trương Nghệ Mưu làm Anh hùng, nhắm tới thị trường quốc tế năm 2003 và Thập diện mai phục năm 2004. Khán giả Hoa Kỳ cũng được giới thiệu phim võ hiệp qua những đài truyền hình của châu Á ở những thành phố lớn với những phim như Nữ tướng Dương môn, thường với phụ đề Anh ngữ.
Nỗ lực làm phim võ hiệp của những đạo diễn phương Tây khá hạn chế, như phim Vua Kung Fu năm 2008 với những ngôi sao Thành Long, Lý Liên Kiệt và Michael Angarano. Tuy nhiên có một ngoại lệ là Kung Fu Panda của hãng DreamWorks Animation. Nhờ những nhà sản xuất đam mê và có kiến thức, phim này đã thành công lớn ở Trung Quốc và được xem là một đóng góp tuyệt vời cho thể loại này.

## Trò chơi điện tử
Những trò chơi điện tử võ hiệp đáng chú ý thuộc thể loại action RPG là Kiếm Tiên và Hiên Viên Kiếm. Cả hai đều pha trộn võ hiệp với yếu tố thần thoại Trung Quốc. Kiếm Tiên còn bán bản quyền cho 8 trò chơi khác, 2 trong số đó được chuyển thể thành phim truyền hình là Tiên Kiếm Kỳ Hiệp và Tiên Kiếm Kỳ Hiệp 3.
Còn có những game MMORPG như Thời đại võ lâm và những trò chơi chuyển thể từ tiểu thuyết của Kim Dung như Thiên long bát bộ.